# Honjō-jinja
Le Honjō-jinja (本荘神社) est un sanctuaire shinto situé dans la ville de Gifu, préfecture de Gifu au Japon.
Le nom du sanctuaire s'écrit aussi, en japonais : 本庄神社.
Le sanctuaire Honjō est, à l'origine, construit comme un complexe rassemblant trois sanctuaires dont l'actuel Honjō. Les deux autres sont Yakumo-jinja (八雲神社) et Rokujō-jinja (六条神社), tous deux situés à proximité.

## Histoire
À l'origine, le Honjō-jinja se trouve à 3 km au nord-est. Mais, en 1599, Oda Nobukatsu déplace le sanctuaire et le divise en trois entités. Son raisonnement est qu'il craint une bataille au château entre Tokugawa Ieyasu et Ishida Mitsunari. Ses craintes sont confirmées l'année suivante quand se déroule la bataille du château de Gifu, anticipant d'un mois la plus importante et décisive bataille de Sekigahara.
En 1931, le village de Honjō est intégré dans la ville de Gifu et le sanctuaire change la date de son matsuri (festival) pour le 5 avril afin qu'elle coïncide avec celui du sanctuaire Inaba de Gifu.

## Source de la traduction
- (en) Cet article est partiellement ou en totalité issu de l’article de Wikipédia en anglais intitulé « Honjō Shrine » (voir la liste des auteurs).